# Sebastián Acevedo (baloncestista)
Sebastián Acevedo (Santiago del Estero, Argentina, 13 de septiembre de 1990) es un baloncestista profesional que se desempeña en la posición de ala-pívot. Actualmente juega para La Unión de Formosa de la Liga Nacional de Básquet de Argentina.

## Trayectoria profesional
Acevedo se formó en la cantera de Quimsa, pasando más tarde a Boca Juniors. Regresó a su club de origen para debutar como profesional en diciembre de 2006.
En el año 2008 disputó la Liga B con Sargento Cabral de Salta. Al concluir el certamen jugó en la Liga C con Olimpia de Catamarca. Retornó a la máxima categoría del baloncesto profesional argentino en 2009 para integrar el plantel de Quimsa, donde se consagró campeón de la Copa Argentina de Básquet 2009 y de la Liga Sudamericana de Clubes 2009 II (aunque sus minutos de juego fueron escasos).
Acevedo terminó de desarrollarse como jugador en distintos clubes de lo que sería el Torneo Federal de Básquetbol: Facundo de La Rioja, Hispano Americano de Río Gallegos y Barrio Parque de Córdoba. Con este último equipo logró dar el salto de la tercera a la segunda categoría en 2013. 
Después de dos temporadas en el Torneo Nacional de Ascenso jugando para 9 de Julio de Río Tercero y Sarmiento de Resistencia, regresó a la LNB para disputar el tramo final de la temporada 2015-16 con Lanús como reemplazo del lesionado Omar Cantón.
Jugó la temporada 2016-17 del TNA en San Isidro -promediando 9.1 puntos y 2.7 rebotes por partido en 45 encuentros- y la temporada 2017-18 de la LA con Tiro Federal de Morteros -promediando 18 puntos y 5.1 rebotes por partido en 44 encuentros. Su buen nivel captó la atención de La Unión de Formosa de la LNB, por lo que en julio de 2018 firmó su incorporación al equipo. Allí fue destinado al banco de suplentes y disputó 44 partidos con un promedio de 4 en puntos y 2 en rebotes por encuentro. Al terminar la temporada se incorporó a San Martín de Corrientes, equipo para el que jugó las siguientes dos campañas pero asumiendo un puesto de titular. 
En mayo de 2021 dejó su país para vivir una experiencia en Cafeteros de Armenia, club perteneciente a la Liga Profesional de Baloncesto de Colombia.
Al regresar a su país fue fichado por Quimsa, club en el que se inició como profesional y del que llevaba ausente 11 años. En su primera temporada contribuyó en la conquista que hizo su equipo de la Supercopa de La Liga 2021, trofeo que luego volvería a levantar en 2023. En su rol de jugador de recambio, aportó también para que Quimsa gane la temporada 2022-23 de la LNB, la Copa Súper 20 de 2024 y la Liga de Campeones de Baloncesto de las Américas 2023-24.
En agosto de 2024 retornó a San Martín de Corrientes.

## Selección nacional
Acevedo integró la selección de baloncesto Sub-17 de Argentina que disputó la Copa Saludcoop en Colombia en noviembre de 2007.